# Arkadiusz Skrzypaszek
Arkadiusz Skrzypaszek (Oświęcim, 20 de abril de 1968) é um ex-pentatleta polaco, campeão olímpico. 

## Carreira
Arkadiusz Skrzypaszek representou seu país nos Jogos Olímpicos de 1988 e 1992, na qual conquistou a medalha de ouro, no pentatlo moderno, por equipes, e no individual em 1992. 